# حركة النضال اللبناني العربي
حركة النضال اللبناني العربي، هي حزب سياسي لبناني، يرأسه النائب السابق في البرلمان اللبناني فيصل الداوود، أغلبية محازبي الحركة هم من الطائفة الدرزية ومن منطقة راشيا الوادي تحديداً في البقاع، تتنافس الحركة على الزعامة السياسية لطائفة الموحدين الدروز مع الحزب الديمقراطي اللبناني برئاسة النائب الأمير طلال أرسلان والحزب التقدمي الاشتراكي برئاسة النائب وليد جنبلاط.

## المبادئ
حركة سياسية اجتماعية تقوم على المبادئ والأهداف التالية:
- أولا«.الحركة لبنانية الانتماء، قومية الهدف، تحريرية الإستراتيجية، تقدمية الإديولوجية، تربط الفرد بالموقف الوطني التحرري الواعي القادر على التضحية والباعث على الشعور بالمسؤولية بتوجيه مناقبية الفرد توجيها» علميا«وفكريا» للتصدي للاستعمار والإمبريالية والصهيونية وتفشيل مخططاتهم.
- ثانيا". الحركة الطليعة الثورية للجماهير اللبنانية والعربية في إطار وطني وامتداد قومي، مبادئها ثورة على الواقع اللبناني بموضوعية البناء الاجتماعي المتطور، راسمة إستراتيجيتها لتحقيق الأهداف الوطنية والقومية في الولاء والفكر والقوة. الولاء للوطن ككيان وللقومية العربية كمنهج، والفكر وهو الفلسفة الواقعية لتراثنا العربي، والقوة وهي الدرع الواقية للفكر.
- ثالثا«. الحركة ثورة تؤمن بالثورة الشعبية الشاملة طريقا» لتحقيق الأهداف الوطنية والقومية من خلال وحدة لبنان أرضا«وشعبا»، ويعتبر الالتزام النضالي لمصلحة الجماهير اللبنانية العربية الكادحة مقياسا«أساسيا» لمدى ثورية الإنسان الملتزم وولائه الكامل لمبادئه الفكرية والتنظيمية.
- رابعا". الحركة تؤمن بالعمل الواعي المدرك لتحقيق الأهداف الوطنية والقومية من خلال تلازم النضالين الوطني والقومي باعتبار أن الممارسة النضالية السليمة هي الكفيلة بتطوير الأبعاد الثورية الشاملة.
- خامسا". لبنان دولة عربية مستقلة ذات سيادة تامة وانتماؤه قومي عربي يتفاعل فكريا«وسياسيا» واقتصاديا" وعسكريا" مع سوريا وسائر أشقائه في الوطن العربي.
- سادسا". لبنان لكل اللبنانيين والدولة اللبنانية هي المظهر الحقوقي سياسيا" واجتماعيا" للشعب اللبناني في ظل ديموقراطية حرة تصون الحريات العامة بما فيها التعددية الحزبية.
- سابعا". اعتماد الاقتصاد المنظم في هيكلية ديموقراطية حرة ضرورة منبعثة من صميم المجتمع اللبناني لتحقيق العدالة والمساواة في ظل نظام اقتصادي متطور.
- ثامنا". تطبيق نظام العلمنة ضمن الواقع اللبناني وإلغاء الطائفية السياسية وبناء جيش لبناني الولاء عربي الانتماء.
- تاســعا". تطبيق نظام تربوي يتفاعل مع التطور العلمي الحديث.
- عاشـرا". تحقيق النظام الاجتماعي والصحي الشامل لكافة أفراد الشعب اللبناني.
- حادي عشر. اعتماد اللامركزية الإدارية والاقتصادية في ظل المركزية السياسية والدفاعية.
- ثـــاني عشر. العمل على تأهيل المرأة علميا«وفكريا» واجتماعيا«وسياسيا» لبناء مجتمع أفضل.
- ثـالث عشر. التأكيد على نظرية الوثب السريع المنظم من أجل تحقيق الأهداف الإستراتيجية التي تسعى لها الحركة.

## وصلات الخارجية
الموقع الرسمي